# Запрудский, Николай Иванович
Николай Иванович Запрудский (родился 21 мая 1948 года в д. Мирославка Березинского района Минской области — белорусский педагог, профессор кафедры педагогики и менеджмента образования Академии последипломного образования, ведущего учебного заведения в системе повышения квалификации и переподготовки педагогических кадров Республики Беларусь.
Н. И. Запрудский — главный редактор научно-методического журнала «Фізіка: праблемы выкладання», кандидат педагогических наук, отличник образования РБ, дважды лауреат звания «Соросовский учитель».

## Круг научных интересов
Научно-методическое обеспечение повышения квалификации педагогов; дидактические основы технологизации педагогического процесса в школе и в последипломном образовании; проектирование и моделирование авторских дидактических систем.
Н. И. Запрудский ведет следующие учебные курсы: классическая дидактика, история развития дидактических систем, дидактические основы управления качеством образования, педагогические основы современных образовательных технологий, менеджмент инноваций, эффективная школа.
Является тренером по таким эффективным школьным технологиям, как модульная, интегральная, проектное обучение, педагогические мастерские, кооперативное обучение и др.
Н. И. Запрудский автор тетрадей для экспериментальных исследований учащихся по физике (7-10 класс), которые были рекомендованны Министерством образования Республики Беларусь для использования в образовательном процессе и широко использовались при изучении физики.
Н. И. Запрудский инициатор и организатор уникального методического лагеря учителей, научный консультант ряда инновационных проектов в общеобразовательных учреждениях.
Н. И. Запрудский разработчик и популяризатор в Беларуси технологии обучения Активная Оценка (Formative Assessment) — инновационной системы обучения, основанной на качественной обратной связи.
Н. И. Запрудский занимается продвижением школьного медиаобразования в Беларуси, сторонник интеграции медиаобразования в школьные предметы.
Н. И. Запрудский является научным консультантом курсов дистанционного обучения «Активная оценка» и «Медиаобразование в школе»

## Основные издания
Н. И. Запрудский — автор более 100 научных и методических работ, в том числе более 50 работ, опубликованных в таких научно-методических журналах, как «Физика в школе»,, «Народная асвета»,,"Адукацыя і выхаванне",, «Фізіка: праблемы выкладання», «Кіраванне ў адукацыі»,.
Диссертация на соискание ученой степени кандидата педагогических наук «Научно-педагогическое обеспечение повышения квалификации учителей естественно-математических предметов», 1993.

### Книги
- 1. Физика и ускорение научно-технического прогресса. Книга для учителя (соавторы С. Л. Вольштейн и В. А. Гербутов)[13].
- 2. Внутришкольный контроль по физике[14].
- 3. Управленческие и дидактические аспекты технологизации образования (в соавторстве с А. И. Жуком и Н. Н. Кошель).
- 4. Уроки финалистов конкурса «Хрустальный журавль» (составление).
- 5. Технология педагогических мастерских[15].
- 6. Современные школьные технологии[16].
- 7. Тетрадь для экспериментальных исследований учащихся по физике: 7 класс (в соавторстве с А. Л. Карпуком)[17].
- 8. Тетрадь для экспериментальных исследований учащихся по физике: 8 класс (в соавторстве с А. Л. Карпуком)[18].
- 9. Тетрадь для экспериментальных исследований учащихся по физике: 9 класс (в соавторстве с В. В. Токарской)[19].
- 10. Тетрадь для экспериментальных исследований учащихся по физике: 10 класс (в соавторстве с К. А. Петровым)[20].
- 11. Эффективный школьный менеджмент (в соавторстве, под ред. О. И. Тавгеня, Н. И. Запрудского, Н. Н. Кошель).
- 12. Моделирование и проектирование авторских дидактических систем. Пособие для учителей[21].
- 13. Портфолио ученика по физике[22].
- 14. Организация факультативных занятий в 11-летней школе (в соавторстве с А. И. Добриневской).
- 15. Веселые соревнования по физике. Пособие для учителей[23].
- 16. Методический лагерь учителей физики: 20 лет истории (составители А. Э. Плетнев, А. Г. Сугакевич, под. ред. Н. И. Запрудского)[24].
- 17. Настольная книга учителя физики и астрономии. Пособие для учителя (в соавторстве с К. А. Петровым)[25].
- 18. Современные школьные технологии-2[26].
- 19. Актыўная ацэнка ў дзеянні: вопыт настаўнікаў Беларусі: дапаможнік для настаўнікаў/ М. І. Запрудскі, М. Кудзейка, Т. П. Мацкевіч і інш. Пад рэд. М. І. Запрудскага. Мінск, 2014. 238 с.
- 20. Медыяадукацыя ў школе: фарміраванне медыяграматнасці вучняў: дапаможнік для настаўнікаў. Пад рэд. М. І. Запрудскага — Мінск, 2016. — 336 с.
- 21. Медыяадукацыя ў сучаснай школе: зборнік навукова-метадычных артыкулаў Т. Ваврава, М. Запрудскі і інш. Пад нав. рэд. М. І. Запрудскага. Мінск, 2016. 91 с.
- 22. Запрудский Н. И. Современные школьные технологии-3 / Н. И. Запрудский. Минск: Сэр-Вит, 2017. 168 с. (Мастерская учителя).
- 23. Дыялогі пра актыўную ацэнку. (у саатарстве з Г. А. Сухавай).
- 24. Активная оценка в образовательном процессе школы (в соавторстве с группой педагогов).
- 25. Эффективный практики методической работы в школе (в соавторстве с Г. А. Суховой).
- 26. Эффективный урок: проектирование, проведение и анализ.